# Devil’s Path
Devil’s Path (в переводе с англ. — «Путь дьявола») — мини-альбом норвежской блэк-метал группы Dimmu Borgir, выпущенный лейблом Hot Records в 1996 году. В 1999 году данный EP был объединён с EP In the Shades of Life группы Old Man's Child и выпущен в виде сплит-альбома под названием Sons of Satan Gather for Attack.

## Список композиций
Все композиции, кроме «Nocturnal Fear» (это кавер-версия одноимённой песни Celtic Frost), написаны Шагратом и Силеносом.
1. «Master of Disharmony» — 6:06
2. «Devil’s Path» — 5:32
3. «Nocturnal Fear» — 3:22
4. «Nocturnal Fear (Celtically Processed)» — 3:30

## Участники записи
- Шаграт — вокал, гитара, синтезатор
- Силенос — гитара
- Нагаш — бас-гитара, бэк-вокал
- Тьодальв — ударные